# Andrew Tennant
Andrew Tennant (* 9. März 1987 in Wolverhampton) ist ein ehemaliger britischer Bahn- und Straßenradrennfahrer.

## Sportliche Laufbahn
Andrew Tennant wurde 2005 Junioren-Europameister in der Mannschaftsverfolgung und britischer Meister in der Einerverfolgung. Bei der Junioren-Weltmeisterschaft in Wien gewann er die Goldmedaille in der Einerverfolgung und Silber mit der Mannschaft. Im Jahr darauf gewann er den Europameistertitel der Mannschaftsverfolgung in der U23-Klasse und war mit Ian Stannard beim UIV Cup in Stuttgart erfolgreich. 2008 gewann Tennant zum zweiten Mal Gold bei der U23-Europameisterschaft in der Mannschaftsverfolgung.
Anschließend startete Tennant in der Eliteklasse, hauptsächlich in der Mannschafts- sowie in der Einerverfolgung. Bis 2016 wurde er viermal Vize-Weltmeister in der Mannschaftsverfolgung; 2012 wurde er gemeinsam mit Steven Burke, Ed Clancy, Peter Kennaugh und Geraint Thomas Weltmeister in diese Disziplin. 2015 gewann er eine Etappe der Flèche du Sud. Bei den UCI-Bahn-Weltmeisterschaften 2016 errang er Silber in der Mannschafts- und Bronze in der Einerverfolgung. Beim Lauf des Bahnrad-Weltcups 2016/17 in Glasgow errang er in der Mannschaftsverfolgung mit Mark Stewart, Oliver Wood und Kian Emadi Gold.
2020 ging Andrew Tennant mit Matthew Bostock beim Berliner Sechstagerennen an den Start; das Gespann belegte Platz sieben.

## Erfolge

### Bahn
2005

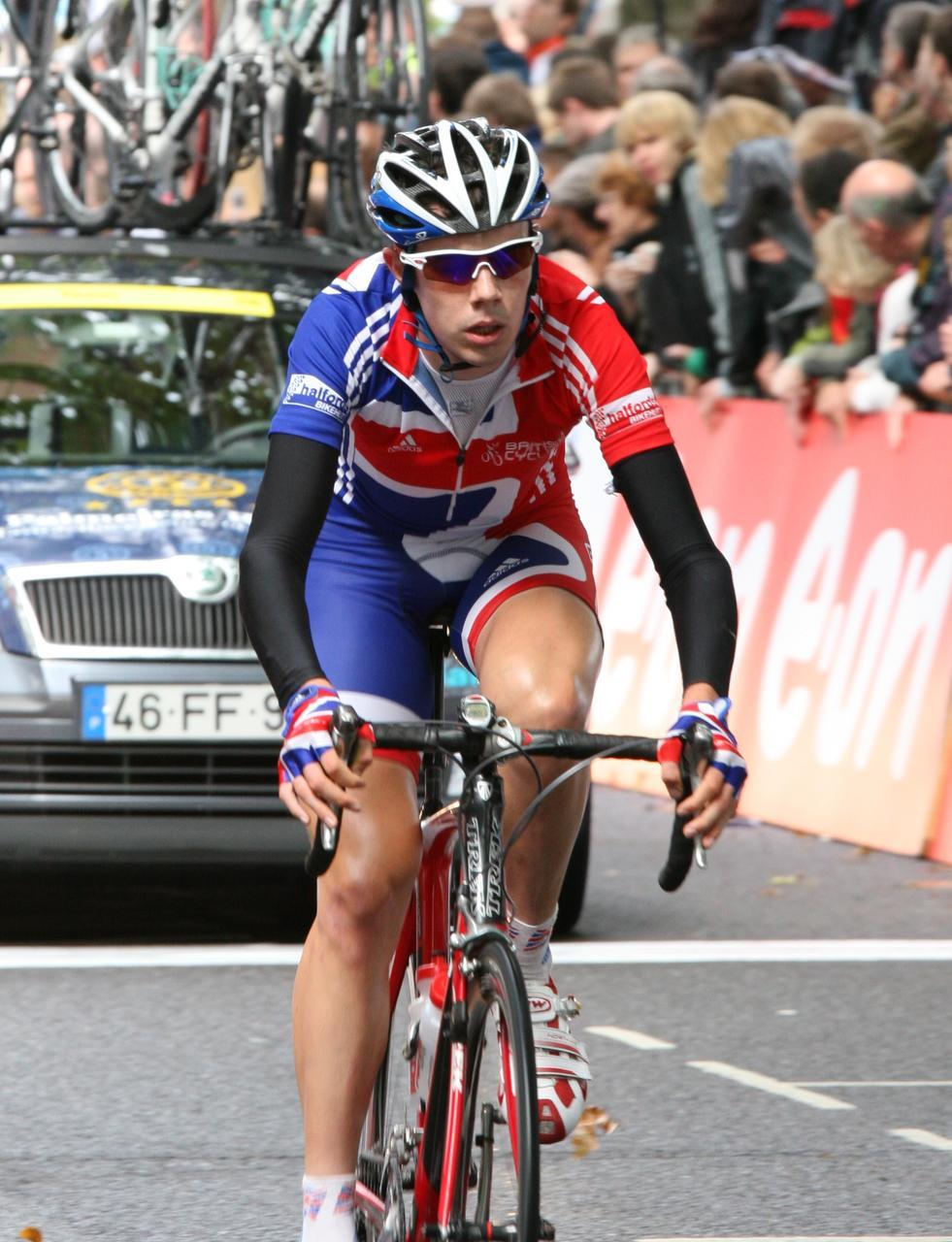
Tennant bei der Tour of Britain 2008

- Weltmeister – Einerverfolgung (Junioren)
- Junioren-Europameister – Mannschaftsverfolgung (mit Steven Burke, Ross Sander und Ian Stannard)
- Britischer Junioren-Meister – Einerverfolgung

2006
- U23-Europameister – Mannschaftsverfolgung (mit Ed Clancy, Ian Stannard und Geraint Thomas)

2007
- Britischer Meister – Mannschaftsverfolgung mit Jonathan Bellis, Steven Burke und Russell Hampton

2008
- U23-Europameister – Mannschaftsverfolgung (mit Steven Burke, Peter Kennaugh und Mark McNally)

2010
- Vize-Weltmeister – Mannschaftsverfolgung (mit Ed Clancy, Ben Swift und Steven Burke)
- Europameister – Mannschaftsverfolgung (mit Steven Burke, Jason Queally und Ed Clancy)

2011
- Europameister – Mannschaftsverfolgung (mit Steven Burke, Ed Clancy, Peter Kennaugh und Geraint Thomas)

2012
- Weltmeister – Mannschaftsverfolgung (mit Steven Burke, Ed Clancy, Peter Kennaugh und Geraint Thomas)

2013
- Vize-Weltmeister – Mannschaftsverfolgung (mit Steven Burke, Ed Clancy und Sam Harrison)
- Europameister – Mannschaftsverfolgung (mit Steven Burke, Ed Clancy und Owain Doull
- Weltcup Manchester – Mannschaftsverfolgung mit Steven Burke, Ed Clancy und Owain Doull)

2014
- Bahnrad-Weltcup in London – Mannschaftsverfolgung (mit Owain Doull, Mark Christian und Steven Burke)
- Commonwealth Games – Mannschaftsverfolgung (mit Steven Burke, Ed Clancy und Bradley Wiggins)
- Europameister – Einerverfolgung, Mannschaftsverfolgung mit Ed Clancy, Jonathan Dibben und Owain Doull
- Britischer Meister – Einerverfolgung

2015
- Vize-Weltmeister – Mannschaftsverfolgung (mit Steven Burke, Ed Clancy und Owain Doull)

2016
- Vize-Weltmeister – Mannschaftsverfolgung (mit Ed Clancy, Jonathan Dibben, Owain Doull, Steven Burke und Bradley Wiggins)
- Weltmeisterschaft – Einerverfolgung
- Bahnrad-Weltcup in Glasgow – Mannschaftsverfolgung (mit Mark Stewart, Oliver Wood und Kian Emadi)

### Straße
2015
- eine Etappe Flèche du Sud